# إذاعة الأغاني
إذاعة الأغاني هي إذاعة غنائية متخصصة  في مصر تم افتتاحها في 17 يونية 2000م أثناء تولى الإعلامى حمدى الكنيسى رئاسة الإذاعة المصرية ضمن شبكة الإذاعات المتخصصة  وتقدم إذاعة الأغاني جميع أنواع الغناء المتعارف عليه من غناء وطني ووصفي وعاطفي وأطفال وغيرها. وتهدف إذاعة الأغاني إلى إحياء التراث الغنائي العربي وتقديمه إلى المستمع العربي في مصر والشرق الأوسط وجميع دول العالم، وتقدم برامجها عن طريق البث الارضي لها داخل جمهورية مصر العربية على موجات أف أم على الترددات الآتية: القاهرة 105.8 – الإسكندرية 97.6 – مرسى مطروح 92.6 – الغردقة 98.2 – سفاجا 89.8 – المنيا 104.6 – أسيوط 92.6- سوهاج 92.8 – قنا 96.8 
كما تقدم برامجها لمستمعي منطقة الشرق الأوسط عن طريق القمر الصناعى المصري نايل سات على تردد MHz11765 – أفقي.
وجميع دول العالم عن طريق البث المباشر على الإنترنت موقع إذاعة الأغاني الرسمي - البث المباشر 

## نبذة عن إذاعة الأغاني
في الاحتفال بالعيد السابع عشر للإعلاميين بمدينة الإنتاج الإعلامي والموافق 17 يونيو 2000 م، أطلق الرئيس السابق إشارة البدء لثلاث إذاعات متخصصة جديدة هي: الأخبار والموسيقي، وإذاعة الأغاني، وإذاعة الكبار، والذي أندرجت تحت أسم شبكة الاذاعات المتخصصة ويقول حمدي الكنيسي رئيس الإذاعة حيذاك إن هذه الاذاعات الجديدة يمكن استقبال إرسالها بدءا من مساء اليوم 17 يونيو 2000 عقب إطلاق الرئيس إشارة البث، وذلك علي موجة إف إم91,5 لإذاعة الأخبار من8,00 صباحا وحتي12,00 ظهرا، ثم من السادسة مساء وحتي العاشرة، أما إذاعة الأغاني علي موجة إف إم 105.8 من 2,00 بعد الظهر وحتي الثانية بعد منتصف الليل وإذاعة الكبار علي موجة إف إم 89,5 ويضيف الكنيسي ان هذه الإذاعات الثلاث تتمير بسرعة الإيقاع والتنوع بحيث ترضي كل المستمعين، فإذاعة الموسيقي والأخبار ستقدم جميع الألوان الموسيقية وتتخللها نشرة إخبارية كل نصف ساعة لمواكبة أي تغيرات أو أحداث أو أخبار داخليا وخارجيا، مما يعطيها طابعا خاصا غير تقليدي
يقول حمدي الكنيسي رئيس الإذاعة إنه مع ظهور التخصص الإعلامي علي الساحة الدولية وحرصا من الإعلام المصري علي مواكبة هذه التطورات المتلاحقة مؤكدا وجوده علي الساحة الإقليمية والدولية، اعطي وزير الإعلام صفوت الشريف توجيهاته بانشاء شبكة الاذاعات المتخصصة التي باركها الرئيس السابق مبارك في احتفالات عيد الإعلاميين الماضي لتكون شبكة الإذاعات المتخصصة إلي جانب قنوات النيل سياجا وطنيا جديدا يعزز قدرات مصر الإعلامية في أداء رسالتها ومحققا خطوة ريادة أخري تضاف لرصيد الإعلام المصري.
وأضاف ماهر مصطفي رئيس شبكة الاذاعات المتخصصة إن إرسال هذه الاذاعات سيصل إلي كل إفريقيا ومنطقة الشرق الأوسط والدول الأوروبية المطلة علي البحرالمتوسط وأن هذه الاذاعات تتميز بشكل وملامح جديدة متفردة وغير متشابهة مع الاذاعات الأخري سريعة الإيقاع والتنوع والتواصل المستمر مع المستمع وتناولها لموضوعات جديدة في كل المجالات.
وبدء بث إذاعة الأغاني عند أنطلاق بثها لأول مرة من 4,00 عصرا وحتي 2,00 بعد منتصف الليل أي عشر ساعات يوميا وبدء برنامجها اليومى بأغنية وصفية عن مصر ثم أغان خفيفة تليها أغان لجيل الشباب والوسط، وفي الرابعة عصرا تقدم أغاني الأفلام والمسلسلات المختلفة تليها أغاني المناسبات و5,30 عصرا وعلي مدي ساعة تقدم يوميا أغاني طويلة لكبار المطربين أم كلثوم وعبد الوهاب وعبد الحليم حافظ ووردة ونجاة وفريد الأطرش وشادية وفايزة أحمد، بعد ذلك تقدم تسجيلات للتوزيع الموسيقي للأغنيات تليها6,45 مساء وعلي مدي نصف ساعة مجموعة أغنيات لمطرب واحد يوميا، ثم قصائد قصيرة والثنائيات الغنائية الشهيرة والمونولوجات الخفيفة لاسماعيل يس وشكوكو وثريا حلمي وغيرهم، كذلك أشهر الصور الغنائية التي تقدمها الإذاعة، وابتداء من8,45 مساء وعلي مدي ساعة تذاع اغنيات لجيل الشباب تليها اغاني الموسيقي العربية و10,00 مساء تذاع مجموعة من البرامج بالتبادل هي: منتخبات اغاني الشباب، أغان ترد علي بعضها، أغان ذات موضوع واحد، أغنيات فيلم، أغنيات بصوت مطرب آخر، أغنيات من إنتاج الإذاعة، اغنيات غناها الممثلون تليها 10,30 مساء أغاني جيل الكبار عبد الغني السيد ورياض السنباطي وعباس البليدي ومحمد قنديل وعبد العزيز محمود وحورية حسن ولورد كاش، وشهر زاد وأحلام وغيرهم.
11,30 تسجيل لحفل ساهر من الحفلات التي قدمتها الإذاعة والتليفزيون تليه سهرة يومية مع أم كلثوم تذاع فيها تسجيلات لحفلات نادرة لم تذع من قبل ثم أمتد أرسالها في المرة الأولى للمد ليصبح من الساعة السابعة صباحا وحتى الثانية بعد منتصف الليل ثم تم مدة للمرة الثانية ليصبح الإرسال 24 ساعة متواصلة فيما بعد.

## فريق عمل إذاعة الأغاني
مكلف بمهام الاشراف العام:
مكلف بمهام مدير عام: 
فريق العمل: طارق مصطفي - ناصر رشوان - إبراهيم حفني - شريف عباس - أمل عبد اللطيف - نشوى محمد على - هالة رستم - حنان سرور - منال الخولي - ناهد شلقامي - رشا سلام - مها رستم - أحمد نايل - لبني أحمد - أحمد منتصر - سيد عبد العزيز - ماريا وجيه - رانيا أبو زيد - مى عشوش - ماجدة سليمان - دولت أبو الفتوح - حسن حمدي سيف النصر - محمد عشور - منال حسن - ايمان البرنس - دعاء صلاح الدين - شريف عباس - فؤاد محمد - سها طه - أحمد نادر - أحمد صبري - رشا مختار - هبة السعيد - تامر عز الدين- علي عبد العال - محمد تركي.

## ارشيف برامج إذاعة الأغاني الحديث
منتهـى الطـرب
برنامـج منتهـى الطـرب مـع ابراهيـم حفنـي يذاع البرنامج يوم الخميس من كل أسبوع في تمام الثامنة مساء وعلى مدار 120 دقيقة ولم يستمر وقت البرنامج علي هذا بل تم تقليص وقته ليصبح 60 دقيقة مع الدورة الاذاعية التالية وعلى عكس رغبات المستمعين، ويُعد هذا البرنامج من البرامج الثرية بالمواد النادرة والتراثية للإذاعة المصرية الذي لم يتطرق لها إلا قليل القليل من الإذاعيين ويقدم البرنامج أيضا توثيقا كاملا لكل ما يعرضة من أعمال نادرة لاقت أعجاب وأستحوذت علي أذان المستمعين في الأقطار العربية، من 2011م وحتى تاريخة. صفحة البرنامج على    على فيسبوك. - صفحة البرنامج على الموقع الرسمى
كـان ياما كـان
برنامج كـان ياما كـان مـع طارق مصطفـى يذاع البرنامج يوم الجمعة من كل أسبوع في تمام العاشرة مساء وعلى مدار 60 دقيقة ويتجول البرنامج بين صفحات الماضي وذكريات المطربين ليستعرض لنا الاذاعي طارق مصطفي في كلمات بسيطة وحكايات طريفة بين الاغنيات. الصفحة الرسمية للبرنامج على   على فيسبوك. - صفحة البرنامج على الموقع الرسمى
ساعة طرب مع نجوم العرب
ساعة طرب مع نجوم العرب تقديم / مها رستم - إعداد / سيد عبد العزيز وهو برنامج غنائي يقدم لوناً جديداً من الغناء العربي علي موجات إذاعة الأغاني حيث يعرض الفنون المختلفة للاقطار العربية، بل ويجذب المستمع إلي معلومات وأصوات لمطربين لم نكن نعرف الكثير عنهم، وبهذا حقق البرنامج الهدف التنموي للوعي الثقافي والفني للمستمع، ولكن هذا ليس بجديد علي برنامج قد يصطحبة أسم أحد الأثنين من الاذاعيين في إذاعة الأغاني هم: إبراهيم حفني - طارق مصطفي لينضم لهم الأسم الثالث سيد عبد العزيز. صفحة البرنامج على الموقع الرسمى والذي تعد أحد وسائل التواصل مع متابعي البرنامج في الوطن العربي بكافة اقطارة لنجد متابعين على سبيل المثال وليس الحصر من بلدان تونس والإمارات والكويت والمغرب والجزائر واليمن والسعودية ولبنان وسوريا والبحرين وعمان وغيرهم.
ولا نغفل هذا البرنامج الذي ذاع صيته في الوطن العربي والصحافة العربية منذ حلقتة الاربعين ليصل عدد تناولة في الصحف العربية والمصرية الي ما يقرب من الثلاثون جريدة والذي تم تناولة في الصحف المغربية بأسم الإذاعة المصرية ليصبح مصر تذيع أي كأحد البرامج المعبرة عن الإذاعة المصرية....
يُذاع يوم الثلاثاء من كل أسبوع في تمام الثامنة وحتي التاسعة مساءً.
لسـه فاكـر
برنامـج لسـه فاكـر مـع دولـت أبـو الفتــوح يذاع البرنامج يوم الأربعاء من كل أسبوع في تمام العاشرة مساء وعلى مدار 60 دقيقة. صفحة البرنامج على الموقع الرسمى

## مكتبة إذاعة الاغاني
لم يكن لإذاعة الأغاني مكتبة تحفظ إنتاجها البرامجى داخل الإذاعة المصرية، ويرجع الفضل في حفظ بعض برامجها الي سيد عبد العزيز الذي قام بحفظة وارشفته علي نفقته الخاصة، وانشاء تواجدها الرقمي مما جعل هناك احتمال مستقبلى لوجود مكتبة رسمية لإذاعة الأغاني تحفظ إنتاجها البرامجى، رغم التعسفات الواضحة من الإدارة لاحتواء المواهب الشابة والاستفادة من خبراتها في تلك الإذاعة تحديدا والتي تكاد تكون واضحة تماما في المرحلة الادارية منذ 2009 وحتى 2013 لإذاعة الأغاني مع انخفاض منحنى الاداء لتك الإذاعة منذ عام 2009 ليبدأ في الارتفاع الطفيف وشبة الاستقرار منذ سبتمبر 2013م إلى الارتفاع التدريجى بشكل مستقر منذ أغسطس 2015م ليعكس حالة الاستقرار والنمو السريع للمحطة في الشكل والاداء والمضمون واتخاذ هوية واضحة لها مما يعكس صورة ايجابية واضحة.
سيرة الحب
تقديم إبراهيم حفني برنامج يتحدث سيرة الفنانين إنتاج 2002م.
حكايتى مع الغناء
تقديم ماجدة سليمان برنامج حوارى مع كبار المطربين إنتاج 2002م.
ألوان
تقديم إبراهيم حفني وهو برنامج متخصص في الطرب الشرقى وعرض المادة التراثية الغنائية بصورة شيقة إنتاج 2005م.
تاتا أغاني
تقديم أمانى بكير وهو أول برنامج حوارى غنائى مع الأطفال على موجات الاغاني إنتاج 2006م.
كنوز
تقديم ناصر رشوان برنامج غنائى طربي إنتاج 2007م.
شاعر وألحان
تقديم فريق عمل المذيعين بإذاعة الأغاني - أمل عبد اللطيف - عمرو صبري - محسن عرفة برنامج حوارى على الهواء مباشرتا ً إنتاج 2007م.
جعلونى مطربا
تقديم إبراهيم حفني برنامج مسابقات أذيع خلال شهر رمضان إنتاج 2007م.
سلطنة
تقديم طارق مصطفي برنامج غنائى يعرض مواد غنائية طربية نادرة.
سمع هوس
تقديم هند لطفى برنامج حوارى مع كبار الشخصيات الفنية إنتاج 2007م.
أغنية مشهورة
تقديم إبراهيم حفني برنامج ترفيهى كوميدى إنتاج 2008م
يا مغنواتى
تقديم عمرو صبري برنامج لاكتشاف المواهب الشابة إنتاج 2008م
أنت فين ;
تقديم ناريمان الجوهري برنامج حوارى مع المطربين الكبار البعدين عن الساحة الفنية إنتاج 2008م
فكر ثوانى وأكسب أغاني
مع محسن عرفة برنامج مسابقات غنائية إنتاج 2008م
أرابيسك
تقديم عمرو صبري برنامج غنائى يعرض الأغاني الطربية خلال شهر رمضان إنتاج 2008م
صوت في الزحمة
تقديم عمرو صبري - خلود نادر - أحمد منتصر برنامج شبابى غنائى إنتاج 2010م
هنعيشها أحلى
تقديم لبني أحمد برنامج حوارى شبابى يناقش مشاكل الشباب مع متخصصين إنتاج 2011م
هـى الليالى كـدا
برنامج هـى الليالى كـدا مع ناصـر رشـوان يذاع البرنامج يوم الثلاثاء من كل أسبوع في تمام العاشرة مساء وعلى مدار 60 دقيقة. صفحة البرنامج على الموقع الرسمى
نجــوم وراء نجـوم
برنامج نجــوم وراء نجـوم مــع لبني أحمد يذاع البرنامج يوم السبت من كل أسبوع في تمام العاشرة مساء وعلى مدار 60 دقيقة من 2011م وحتى 2013م.الرسمية للبرنامج على إذاعة الأغاني  على فيسبوك. - صفحة البرنامج على الموقع الرسمى 
دوزان
برنامــج دوزان مــع مــاجـــــدة ســـليـمـان يذاع البرنامج يوم الخميس من كل أسبوع في تمام العاشرة مساء وعلى مدار 60 دقيقة من 2011م وحتى 2013م - الصفحة الرسمية للبرنامج على الفيس بوك  على فيسبوك.- الصفحة الرسمية على موقع الإذاعة
كلمات في الاغنيات
برنامج كلمات في الاغنيات مع حنان سرور يذاع يوم الاثنين من كل اسبوع من الساعة الخامسة والربع مساء إلى السابعة مساء من 2012م وحتى 2013م.
صوت في الزحمة
برنامج صوت في الزحمة مع أحمد منتصر يذاع البرنامج يوم الجمعة من كل أسبوع في تمام الثامنة مساء وعلى مدار 120 دقيقة من 2010م وحتى 2013م. الصفحة الرسمية على   على فيسبوك. - صفحة البرنامج على الموقع الرسمى
حنين إلـى كـل قديم
حنين إلـى كـل قديم مــع أمـل عبـد اللطيـف يذاع البرنامج يوم الأحد من كل أسبوع في تمام الثامنة مساء وعلى مدار 120 دقيقة من 2011م وحتى 2013م. صفحة البرنامج على الموقع الرسمى للإذاعة 
مزيكـــا فرينيـــا
برنامــج مزيكـــا فرينيـــا مــع أحمــد نايــل يذاع البرنامج يومى الخميس والجمعة من كل أسبوع في تمام الواحدة صباحا وعلى مدار 120 دقيقة، من 2011م وحتى 2013م. الصفحة الرسمية على   على فيسبوك. - صفحة البرنامج على الموقع الرسمى
في يوم من الايام
في يوم من الايام مع طارق مصطفي من 2011م وحتى 2013م.
سؤال يسلم سؤال
سؤال يسلم سؤال تقديم منال الخولي وهو برنامج مسابقات يتمتع بالتواصل المباشر مع المستمعين إنتاج من 2011م وحتى 2013م. صفحة البرنامج على الموقع الرسمى
بمناسبة ومن غير مناسبة
بمناسبة ومن غير مناسبة مع إيناس جوهر برنامج حوارى مع كبار المطربين المصريين والعرب على الساحة الفنية حاليا 2011م وحتى 2013م - يُذاع حالياً علي موجات إذاعة الشرق الأوسط.

## مدراء إذاعة الأغاني
تولى منصب مدير عام إذاعة الأغاني ثلاثة من المديرين منذ الفترة من 17 يونيو 2000م إلى سبتمبر 2013م وأستمرت تلك الإذاعة في البناء على مدار تسع سنوات متتالية تم تكليلها بثلاث سنوات بعد التسع الأولى (يونيو 2009 حتي سبتمبر 2013) بتراجع غير مبرر لاسباب ادارية غير مفهومة وتحمل كثيرا من علامات التعجب لدى الصحفيين والكتاب المصريين والعرب بل والمستمع المصري والعربي وتترك خلفها كثيرا من التساؤلات حتي كان القرار الصائب من وزيرة الإعلام دكتورة درية شرف الدين في سبتمبر 2013م لينهي تلك السنوات بإشراق جديد للمستقبل وتطلع أفضل لإذاعة الاغاني في ظل حفاظها علي طابعا التراثي الأصيل وألتزامها بميثاق العمل التي أنشأت من أجله بعد أن انحرفت عنه، ومع مطلع شهر أغسطس 2015 وبعد احتفالات افتتاح قناة السويس وتولى الإدارة الرابعة بدأت إذاعة الاغاني تأخذ شكلا تصاعديا واضحا يعكس هويتها الاصليه في كونها حائط الصد الأول لموجة الغناء الهابط وحفاظ الدولة على هيبة فنها وشكلها وذوقها العام الذي يعكس صورة الشعب المصري امام العالم من خلال فنه بارتقاء المواد التي تقدم من خلالها لمصر والشعوب العربية من اصوات عمالقة هزو كيان الشرق بفنهم، وقد تولى منصب مدير عام إذاعة الأغاني منذ إنشاؤها السادة:
1. نبيلة مصطفى مكاوي تولت منصب مدير عام إذاعة الأغاني في 17 يونيو 2000م وحتى يونيو 2006 م وعلى مدار 6 سنوات في تألق ونجاح وإنجاز يدفع بإذاعة الأغاني إلى التقدم والرقى ضمن حركة تنقلات وترقيات أصدرها وزير الاعلام الاسبق صفوت الشريف.
2. محسـن عـرفـة تولى منصب مدير عام إذاعة الأغاني في يونيو 2006م وحتى 24 يونيو 2009م ضمن حركة تنقلات وترقيات أصدرها وزير الاعلام الاسبق أنس الفقي في خلال يونيو 2006م.
3. نجلاء الغنام تولت تكليف بمنصب مدير عام إذاعة الأغاني ضمن حركة تنقلات وترقيات أصدرها وزير الاعلام الاسبق أنس الفقي في 25 يونيو 2009م وحتى سبتمبر 2013م.
4. محمد نوار تولي الاشراف علي إذاعة الأغاني منذ سبتمبر 2013م وحتى ديسمبر 2013.
5. طارق مصطفي تسيير أعمال منذ ديسمبر 2013 وحتى أغسطس 2015.
6. سونيا محمود مكلف بمهام مديرا عاما منذ 4 أغسطس 2015 وحتى فبراير 2019.
7. محمد جراح تولي الاشراف العام علي إذاعة الأغاني منذ مارس 2019 وحتى تاريخة.
8. شريف عباس مكلف بمهام مديرا عاما منذ مارس 2019 وحتى تاريخة.

ومن الملاحظ أيضا وجود بعض الاراء وقد ارتاد اصحابها الثوب الحديث للغناء ويطالبون بارتداء هذه المحطة بهذا الرداء مما يطرح تساؤلا: لماذا يتم اختيار هذه المحطة التي تميزت بطابعها الطربي الشرقي وعرفت بميثاق عملها التراثي منذ النشأة؟
- «قليلا من الكلام وكثيرا من الطرب» - «تسمع وكأنك تشدو» فواصل إذاعة الاغاني منذ مطلع سبتمبر 2015م كانت اجابة فعليه للتسأل السابق باتخاذ شكل واضح ووهوية واضحة لإذاعة الاغاني، والتي تؤكد حفاظها على طابعها الشرقي الطربي واحياء التراث الذي يعتز به العرب في الشرق، حيث بدأت الإذاعة في اتخاذ اسمها الاصلى كإذاعة اغاني مصرية مملوكة للشعب المصري ودولته.

## الموقع الالكترونى
ظهر الموقع الالكترونى www.elaghany.com لإذاعة الأغاني بصورة مقترحة في مارس 2012م ومزيل بتوقيع مقترح من سيد عبد العزيز كخطوة ايجابية تأخرت كثيرا عند متخذى القرار ليصبح فيما بعد الموقع الرسمي لإذاعة الأغاني، وظهر هذا الموقع عند إنشأه كبذرة تنمو يوما بعد يوم حتى اثبت نجاحة.
حيث قدم الموقع خدمات كثيرة من ضمنها راديو الإنترنت فائق الجودة ذات طاقة الاستيعاب العالية الذي يدعم جميع وسائل الاستماع وأحدثها وقدم البث الجديد ليخترق أفاق العالم ويتعدى مساحات التغطية الذي اقتصر عليها القمر الصناعى المصري، كمنطقة الشرق الأوسط وبعض الدول الأوربية داخل نطاق التغطية، ليجمع آلاف المصريين والعرب في الخارج على اثيرها، لتصبح بهذا إذاعة دولية تغذو جميع قرات العالم حاملة بين طيتها نغمات الطرب الشرقي ومذاق سحره الفنى الاصيل.
كما نجح الموقع في تحقيق التواصل المباشر مع المستمعين من خلال خدمة الشات الكتابى والمراسلة الفورية للموقع وتعريفهم بتاريخ تلك الإذاعة وتراثها العربي ليكون مرجعا للاجيال الجديدة من المصرين خارج القطر المصري كى تظل إذاعة الاغاني تفتخر بمصريتها وملكيتها للشعب.
وأخيرا كانت رسالة الموقع عند أفتتاح التصميم الجديد مع بداية العام الحالى على الرابط التالى حيث قدمت إدارة الموقع رسالة شكر إلى المستمعين والزوار والمسئولين في جمهورية مصر العربية باللغتين العربية والإنجليزية.

## ما بعد سبتمبر 2013م
أصبح سبتمبر 2013م خطً فاصلاً في تاريخ إذاعة الاغاني التي كانت ومازلت تحوي تراث وتاريخ وهوية أمة ومازالت الامال معقودة في الارتقاء بمستوي الزوق العام من خلالها، فبالرغم مما واجهته هذه الإذاعة قبل سبتمبر 2013م فما زالت توثق وتقدم مواد التراث العربي والشرقي ومازال لديها الكثير الذي حجب قبل هذا التاريخ.
ولعل اولي خطوات الاشراق الجديد بعد سبتمبر 2013م والذي ظهرت فيه إذاعة الاغاني بثوبها الحقيقي وزيها الساحر النبيل مع احتفالات مصر والوطن العربي بأنتصارات أكتوبر حيث أعلنت الصحف القومية والخاصة عن فترة مفتوحة توثيقياً لاغاني النصر والعبور من اعداد وتقديم سيد عبد العزيز و إبراهيم حفني تحت عنوان إذاعة الاغاني توثق لأغنيات العبور حيث أشرق يوم السادس من أكتوبر على هذا الخبر منشورا في جريدة الاهرام اليومية والالكترونية ليكون أول بذوغ لرداء إذاعة الاغاني الاصيل وأول إشارة لتحقيق الاهداف المرجوة من انشاءها وهي احياء التراث العربي.
ورغم قدرت هذه الإذاعة على تقديم التراث العربي الاصيل إلا أنها لم تكرر محاولة تقديم فترات توثيقية أخري سريعاً أو التعمق في أغاني التراث وتنوعها إلا من خلال برنامجين يُعدوا من الإنتاج الوثائقي لعام 2014م فالاول فترة مفتوحة عن الاحتفال بالعيد الثمانين للإذاعة المصرية وقدمها وأعدها / إبراهيم حفني  في 31 مايو، والثاني برنامج وثائقي من إنتاج إذاعة الاغاني عن ميلاد عبد الحليم حافظ والذي قُدم في 21 يونيو من نفس العام وكان من اعداد / سيد عبد العزيز وتقديم / مها رستم ، وأقتصرت بعد ذلك علي برنامج وثائقيات الاغاني الذي يقدم بصورة شبة شهرية وتقديم الأعمال البرامجية الاسبوعية القليلة التي حافظة على طابعها لكونها تحتوي علي المواد الغنائية التراثية المميزة لاعتمادها علي فريق إعداد برامجي، يختلف عن فريق الاعداد اليومي الذي أتسم بضعف المستوي الفني والقصور في الإلمام بمحتوي التراث الغنائي لدي البعض في وضع الخريطة اليومية الذي أنحصرت بين القشور والمشهور من الاغنيات وفقدان للموهبة ليبدأ الانحراف التدريجي مره أخري عن المسار الصحيح حتى يوليو 2015م ثم يأخذ شكلا تدريجيا في ارتفاع مستوى الاداء منذ أغسطس 2015م والإفراج عن العديد من التراث الغنائي دون الانحصار بين قشور الغناء والمشهور منها.

## الجوائز والتقديرات ونسب الاستماع
- يناير 2015م وحتى تاريخة حصلت إذاعة الأغاني على المركز الأول في نسب الاستماع على الإنترنت من خلال موقعها الإلكتروني  والذي قدمة سيد عبد العزيز موقع الإذاعي  كحق انتفاع مجاني لها وحصد المركز الأول طبقا لاحصاءات موقع أليكسا إنترنت مقارنتا بمواقع الاذاعات العاملة في مصر.
- يونية 2015 حصلت إذاعة الأغاني على المركز الثالث في نسب الاستماع على مستوى جمهورية مصر العربية طبقا لاحصاءات بحوث الاستماع والمشاهدة باتحاد الإذاعة والتليفزيون المصري.
- فبراير 2016 حصلت إذاعة الأغاني على المركز الأول في نسب الاستماع على مستوى جمهورية مصر العربية طبقا لاحصاءات شركة إبسوس كأول إذاعة حكومية مسموعة، وحصلت على هذا المركز من بين الاذاعات العاملة والتي يقترب عددهم من 18 محطة اذاعية عاملة في مصر.